# 正元 (日本)
正元（）は、日本の元号の一つ。正嘉の後、文応の前。1259年から1260年までの期間を指す。この時代の天皇は後深草天皇、亀山天皇。鎌倉幕府将軍は宗尊親王、執権は北条長時。

## 改元
- 正嘉3年3月26日（ユリウス暦1259年4月20日）：改元。
- 正元2年4月13日（ユリウス暦1260年5月24日）：文応に改元。

## 正元期におきた出来事
元年
- 11月26日：後嵯峨上皇の要請により、後深草天皇が亀山天皇に譲位。

## 西暦との対照表
※は小の月を示す。
| 正元元年（己未） | 一月      | 二月  | 三月※ | 四月 | 五月※ | 六月 | 七月※ | 八月 | 九月※ | 十月※ | 閏十月※ | 十一月   | 十二月    |
| ---------------- | --------- | ----- | ----- | ---- | ----- | ---- | ----- | ---- | ----- | ----- | ------- | -------- | --------- |
| ユリウス暦       | 1259/1/25 | 2/24  | 3/26  | 4/24 | 5/24  | 6/22 | 7/22  | 8/20 | 9/19  | 10/18 | 11/16   | 12/15    | 1260/1/14 |
| 正元二年（庚申） | 一月      | 二月※ | 三月  | 四月 | 五月※ | 六月 | 七月※ | 八月 | 九月※ | 十月※ | 十一月  | 十二月※  |           |
| ユリウス暦       | 1260/2/13 | 3/14  | 4/12  | 5/12 | 6/11  | 7/10 | 8/9   | 9/7  | 10/7  | 11/5  | 12/4    | 1261/1/3 |           |